# Zitral
Zitral (* in Birsfelden, bürgerlich Fabio DiProfio) ist ein Schweizer Rapper. Er ist Mitglied beim Basler Plattenlabel Triple Nine Recordings.

## Lebenslauf und Karriere
Schon in der Sekundarschule unternahm der Birsfeldner seine ersten Schritte im Rap. Er zog als Freestyle-Rapper durch Schul- und Jugendhäuser. Es folgten erste Live-Auftritte, beispielsweise im Sommercasino. Nach Features bei Basler Hip-Hop-Crews wie Taktpakt oder Freakaonid lernte er 2000 Jean Luc Saint Tropez, auch bekannt als Maggi, kennen, mit dem er zusammen die Band "Stuuberocker" gründete. Diese belegte 2001 den 3. Platz beim regionalen Bandcontest "Sprungbrett". 2002 erschien die erste und bislang einzige Veröffentlichung von Stuuberocker, die Maxi "Ohni Scheiss". Es folgten unter anderem Features auf den Brandhärd-Veröffentlichungen Survival of the Hartnäckigscht (Breitengrad, 2004) und Zeiche setze (7-Sieche, 2005). Fortan machte Zitral eher als Solo-Künstler auf sich aufmerksam. Im Jahre 2005 erschien die CD "Ai Daag in Basel", welche von Zitral und DJ Mars ins Leben gerufen wurde. Auf diesem Plattenträger ist Zitral auch als Rapper mehrfach vertreten. Trotz seiner Karriere als Rapper sorgte er weiterhin auch als Freestyler für Furore. So gewann er 2005, 2006 und 2007 in der Schweiz den Battle der Kantone. 2007 trat Zitral als Gastrapper auf dem Brandhärd-Album Brandrenalin im Song "Zrugg uf e Karton" auf. Er ist auch auf den beiden Triple-Nine-Recordings-Sampler "giftig" (2007) und "dräggig" (2009) vertreten.
Im Jahre 2012 kam es im Rahmen eines Konzertes von DAS EFX in Basel zur Wiedervereinigung der legendären Stuuberocker.
Im Herbst 2014 erschien Zitrals erstes Soloalbum "Rapmusig".

## Diskografie

### Alben
- 2002: Ohni Scheiss (EP, "Stuuberocker")
- 2005: Ai Daag in Basel (mit DJ Mars)
- 2007: Giftig (zusammen mit Triple Nine Recordings)
- 2009: Dräggig (zusammen mit Triple Nine Recordings)
- 2014: Rapmusig

### Sonstiges
- 2005 Ai Szene
- 2006: Vu billig (auf Swisstime - Sampler von DJ Dilate)
- 2008: Hammrgspann (Freetrack feat. Abart)